# Tren Ligero de Macao
El Tren ligero de Macao (en chino tradicional: 澳門輕軌系統, en chino simplificado: 澳门轻轨系统; en Inglés, Macau Light Rapid Transit o Macao LRT, en Portugués Metro Ligeiro de Macau) es un sistema de transporte público en Macao. Sirve a la Península de Macao, Taipa y Cotai, y sirve a los principales puntos de control fronterizo, como Portas do Cerco, la Terminal de Ferry del Puerto Exterior, Puente Flor de Lotus y el Aeropuerto Internacional de Macao.